# Burroughs: The Movie
Burroughs: The Movie je americký dokumentární film z roku 1983, který natočil režisér Howard Brookner o spisovateli Williamu S. Burroughsovi. Kromě Burroughse v něm vystupují například jeho syn William S. Burroughs Jr., zpěvačka Patti Smith, básník Allen Ginsberg a spolupracovníci James Grauerholz, John Giorno a Brion Gysin. Jako zvukař se na snímku podílel režisér Jim Jarmusch a jedním z kameramanů byl další režisér Tom DiCillo. Brookner na filmu začal pracovat již v roce 1978 a premiéru měl o pět let později na Newyorském filmovém festivalu. Jelikož byl zčásti financován britským televizním pořadem BBC Arena, byl zároveň uveden coby součást tohoto seriálu.